# Woławel
Woławel (bia. Валавель) – wieś na Białorusi w obwód brzeskim, w rejonie drohiczyńskim. W okresie międzywojennym wieś była siedzibą gminy Woławel, w powiecie drohickim, w województwie poleskim. W 2019 wieś liczyła 287 mieszkańców.